# Challenger de Saint-Brieuc 2014
El torneo Open Harmonie mutuelle 2014 es un torneo profesional de tenis. Perteneció al ATP Challenger Series 2014. Se disputará su 11.ª edición sobre superficie dura, en Saint-Brieuc, Francia entre el 29 y el 6 de abril de 2014.

## Jugadores participantes del cuadro de individuales

### Cabezas de serie
| Favorito | País                 | Jugador           | Rank1 | Posición en el torneo |
| -------- | -------------------- | ----------------- | ----- | --------------------- |
| 1        | Bandera de Francia   | Adrian Mannarino  | 80    | Segunda ronda         |
| 2        | Bandera de Rusia     | Yevgueni Donskoi  | 108   | Semifinales           |
| 3        | Bandera de Alemania  | Michael Berrer    | 117   | Cuartos de final      |
| 4        | Bandera de Eslovenia | Aljaž Bedene      | 119   | Primera ronda         |
| 5        | Bandera de Francia   | Marc Gicquel      | 134   | Segunda ronda         |
| 6        | Bandera de Francia   | David Guez        | 168   | Semifinales           |
| 7        | Bandera de Alemania  | Andreas Beck      | 173   | CAMPEÓN               |
| 8        | Bandera de Polonia   | Michał Przysiężny | 178   | Baja                  |

| Posición en el torneo   |
| ----------------------- |
| Primera y segunda ronda |
| Cuartos de final        |
| Semifinales             |
| FINAL                   |
| CAMPEÓN                 |

- 1 Se ha tomado en cuenta el ranking del día 17 de marzo de 2014.

### Otros participantes
Los siguientes jugadores recibieron una invitación (wild card), por lo tanto ingresan directamente al cuadro principal:
- Jules Marie
- Mathieu Rodrigues
- Enzo Couacaud
- Tristan Lamasine

Los siguientes jugadores ingresan al cuadro principal tras disputar el cuadro clasificatorio:
- Dominik Meffert
- David Rice
- Hugo Nys
- Toni Androić

Los siguientes jugadores ingresan al cuadro principal como perdedores afortunados:
- Adrian Sikora

## Jugadores participantes en el cuadro de dobles

### Cabezas de serie
| Favorito | País                      | Jugador         | País                    | Jugador           | Rank1 | Posición en el torneo |
| -------- | ------------------------- | --------------- | ----------------------- | ----------------- | ----- | --------------------- |
| 1        | Bandera del Reino Unido   | Ken Skupski     | Bandera del Reino Unido | Neal Skupski      | 137   | Semifinales           |
| 2        | Bandera de Australia      | Rameez Junaid   | Bandera de Polonia      | Mateusz Kowalczyk | 159   | Cuartos de final      |
| 3        | Bandera de Rusia          | Victor Baluda   | Bandera de Alemania     | Philipp Marx      | 218   | FINAL                 |
| 4        | Bandera de Estados Unidos | Dominik Meffert | Bandera de Suecia       | Tim Puetz         | 293   | CAMPEONES             |

- 1 Se ha tomado en cuenta el ranking del día 17 de marzo de 2014.

## Campeones

### Individual Masculino
- Andreas Beck derrotó en la final a   Grégoire Burquier, 7–5, 6–3

### Dobles Masculino
- Dominik Meffert /  Tim Puetz derrotaron en la final a  Victor Baluda /  Philipp Marx, 6–4, 6–3